# Медиатека Сендая
Медиатека Сендая (яп. せんだいメディアテーク) — многофункциональное инновационное общественное здание в городе Сэндай. Здание стало символом Сэндая и остаётся самым знаменитым из проектов архитектора Тоёо Ито.

## История создания и описание
Проект здания был разработан известным архитектором Тоёо Ито в 1995 году, а строительство было завершено в 2001 году. Проект Ито выиграл в открытом конкурсе, организованном городом Сэндай в 1995 году, опередив 235 других проектов. Произведение Ито стало своеобразным памятником электронной эпохи, воротами в виртуальную реальность.
Ито называет в качестве источников архитектурного решения Барселонский павильон Людвига Миса и Дом-Домино Ле Корбюзье. Пространственные эффекты в проекте здания Медиатеки достигаются за счет сочетания прозрачности и отражающей способности материалов.
Медиатека расположена в центре города Сэндай. Фасад здания выполнен из прозрачного стекла и металла, хотя и отличается от преимущественно белых непрозрачных стен окружающих зданий, гармонично сочетается с окружающей средой в дневное время благодаря своей отражающей способности, а ночью за счёт схемы внутреннего освещения, превращающей здание в многоцветный фонарь.
В этом здании создано много свободных помещений, не предназначенных для выполнения определенных функций. Такие пространства существуют, например, между трубами и периметром здания. Посетители могут использовать эти места также, как они используют улицы города, для различных мероприятий. … Я надеюсь, что решения по использованию этих пространств превратит Медиатеку в место размышлений о городских пространствах.Тоёо Ито (2001)
Медиатека — культурный центр, сочетающей функции библиотеки и художественной галереи. На семи уровнях здания Медиатеки предоставляется широкий спектр услуг, включающий обычную библиотеку с выдачей книг, читальные залы, обширную коллекцию видео- и аудиозаписей с возможностью их просмотра и редактирования контента, театр, кафе и книжный магазин. Семь этажей здания поддерживаются и связываются тем, что Ито называет «характеризующими» архитектурными элементами: лесом из 13 неоднородных труб, которые как-бы прорастают через все уровни здания. Этот проект принёс Тоёо Ито мировую известность.
Сендайская Медиатека воплощает наше предложение совершенно новой концепции архитектуры. … Комплекс включает в себя медиатеку, художественную галерею, библиотеку, центр информационных услуг для людей с нарушениями зрения и слуха и медиацентр для визуальных представлений. Во время открытого конкурса и последующей фазы базового проектирования наши основные усилия были направлены на то, чтобы разрушить архетипические идеи художественного музея или библиотеки, чтобы реконструировать новую идею архитектуры, называемую «медиатека», с использованием современных средств массовой информации.Тоёо Ито

### Функциональная структура
Медиатека объединяет всех последователей философии «образования в течение всей жизни»:
- Первый уровень: кафе, книжный магазин, информационная стойка и свободная зона, которая может быть использована для проведения лекций, концертов, круглых столов. Стены складываются в гармошку, чтобы пространство центра в хорошую погоду могло стать сквозной частью улицы[6].
- Второй уровень: мультимедийная библиотека, детская библиотека, информационный центр для людей с дефектами зрения и слуха, комната для переговоров, читальный зал со свежей прессой.
- Третий и четвёртый уровень: городская библиотека и читальные залы. Здесь хранится около 400 тыс. книг и журналов по культуре и искусству[6].
- Пятый этаж: выставочное пространство (общественная галерея).
- Шестой этаж: выставочное пространство (профессиональная галерея).
- Седьмой этаж: кинотеатр, конференц-залы и монтажные студии.

### Архитектурные и конструктивные особенности объекта
Структуру объекта определяют три основных элемента: платформы, трубы и оболочки, называемые самим архитектором «кожей здания». Здание выполнено в виде прозрачного куба (площадь 50×50 м, высота 36,5 м), в котором плавают тонкие полы, подвешенные на трубах. Через все этажи здания проходят 13 колонн, каждая из которых представляет собой пучок труб.
Наиболее впечатляющим архитектурным решением является использование в проекте труб различного диаметра. Трубы выполняют ряд функций. В первую очередь они служат для структурной поддержки здания. Четыре трубы, расположенные ближе всего к внешним углам здания, были рассчитаны на 400-летнее землетрясение, а остальные — на вертикальные гравитационные нагрузки. Подтверждением надёжности конструкции является тот факт, что здание перенесло землетрясение в марте 2011 года практически без повреждений. Каждая труба выполняет функцию световода. Естественный свет поступает в здание с помощью оптического механизма — светоприемника, размещённого на крыше, и перенаправляется внутрь здания при помощи оптических отражателей, расположенных внутри труб. Свет распространяется по каждому этажу с помощью системы призм и линз. Искусственное освещение также создается внутри труб. Дневной и искусственный свет смешиваются, чтобы усилить яркость и уровень освещенности, создавая среду, в которой сосуществуют естественный и искусственный свет.
Трубы также обеспечивают вертикальные каналы для вентиляции воздуха, подачи воды, электричества, света и перемещения людей внутри здания. Постоянное движение людей по лестницам и лифтам, а также свечение света, проходящего через эти трубы, создает зримую связь между этажами и выполняемыми ими функциями, которые иначе могли бы восприниматься изолированными друг от друга.